# The Changeling (serie televisiva)
The Changeling è una serie TV statunitense di genere horror fantasy, ideata e scritta da Kelly Marcel e basata sul romanzo Favola di New York di Victor LaValle. La serie è stata distribuita su Apple TV+ a partire dall'8 settembre 2023. 

## Trama
Apollo Kagwa è un commerciante di libri usati a New York. Cresciuto dalla sola madre dopo l'abbandono del padre, si è da poco sposato con Emmy Valentine e aspetta da lei un figlio. Tuttavia, dopo la nascita del bambino, Emmy inizia a mostrare quelli che sembrano i sintomi di una grave depressione post-partum, fino al giorno in cui, apparentemente, Emmy uccide il suo bambino versandogli addosso una pentola di acqua bollente, per poi scomparire nel nulla. Dapprima sconvolto, a poco a poco Apollo si rende conto che c'è qualcosa di innaturale nella tragedia che lo ha colpito e inizia un viaggio surreale per cercare di scoprire la verità e ritrovare sua moglie e suo figlio.

## Personaggi e interpreti

### Principali
- Apollo Kagwa (interpretato da LaKeith Stanfield), commerciante di libri usati.
- Lillian Kagwa (interpretata da Adina Porter e Alexis Louder), madre di Apollo.
- Emma "Emmy" Valentine (interpretata da Clark Backo), moglie di Apollo.
- William Wheeler (interpretato da Samuel T. Herring), misterioso personaggio che entra a far parte della vita di Apollo.
- Brian West (interpretato da Jared Abrahamson), marito separato di Lillian e padre di Apollo.

### Ricorrenti
- Kim Valentine (interpretata da Amirah Vann), sorella di Emmy.
- Patrice Green (interpretato da Malcolm Barrett), migliore amico e collega di Apollo.
- Yurina (interpretata da Elena Hurst)
- Carolotta (interpretata da Emy Coligado)

## Episodi
| Stagione       | Episodi | Prima TV originale | Prima TV italiana |
| -------------- | ------- | ------------------ | ----------------- |
| Prima stagione | 8       | 2023               | 2023              |

## Produzione
I diritti del romanzo furono acquisiti da Annapurna Pictures nell'agosto 2017, con l'intenzione di produrne una serie TV in collaborazione con gli Apple Studios, che autorizzano il progetto nell'agosto 2021. In quel mese, venne annunciata la scelta della sceneggiatrice Kelly Marcel, della regista Melina Matsoukas e dell'attore protagonista Lakeith Stanfield. Altri membri del cast furono annunciati nel marzo e luglio del 2022. 
Le riprese, sotto il titolo fittizio di Improbable Valentine, si sono svolte principalmente in New Jersey fra maggio e ottobre 2022. Le location scelte includono includono Hoboken, Jersey City e New York City, a cui si aggiungono London e Toronto, in Canada.  

## Accoglienza
La serie ha ricevuto una percentuale di approvazione del 74% su Rotten Tomatoes, con un punteggio medio di 6,95 su 10. 
Su Metacritic, ha ricevuto un punteggio di 64 su 100, media ponderata sulla base di 33 recensioni critiche, che indica "recensioni generalmente positive". 